# Дунайська (станція метро)
59°50′23.6″ пн. ш. 30°24′38.4″ сх. д. / 59.839889° пн. ш. 30.410667° сх. д.
Дунáйська (рос. Дунайская)  — станція  Фрунзенсько-Приморської лінії Петербурзького метрополітену розташована між станціями «Проспект Слави» та «Шушари». Відкрита 3 жовтня 2019 року в складі третьої пускової черги Фрунзенського радіусу «Міжнародна» — «Шушари».

## Наземні споруди
Північний вестибюль станції розташований на розі Бухарестської вулиці і Дунайського проспекту. Він підвуличний, з виходом на Дунайський проспект і можливістю прибудови до підземного переходу.
Південний вихід — на вулицю Ярослава Гашека, через підземний вестибюль, який розташований на розі вулиць Бухарестської і Ярослава Гашека. Конструкція цього вестибюля аналогічна північному.

## Технічна характеристика
Колонна трипрогінна триярусна станція мілкого закладення (глибина закладення — 17 м) з двома береговими платформами і рядом колон по осі кожної платформи (таким чином, є 3 прольоти). Колії зустрічного напрямку розділені стіною по осі станції. Нижній ярус — колії і платформи, середній — службові приміщення станції, верхній — підвуличні вестибюлі.

## Колійний розвиток
Станція без колійного розвитку.

## Оздоблення
Платформи розділять стіною, яка прикрашена масштабними вітражами з кольорового скла з видами на міста Європи, які розташовані на річці Дунай: Відень, Будапешт, Белград, Видин, Регенсбург, Пассау, Інгольштадт, Ізмаїл. Крім того, на одному з панно — місто Бухарест, який, втім, знаходиться у видаленні від Дунаю.
У вестибюлі станції — декоративна підвісна стеля синього кольору, хвилеподібна, з вмонтованими стельовими світильниками. За задумом авторів, таке оформлення стелі повинна нагадувати річкову піну, що пливе по хвилях річки. Ще одна група світильників розташована по обидва боки вестибюля за карнизами. Сходові спуски в підземні пішохідні переходи обладнані траволаторами і захищені вхідними павільйонами. У касових залах вестибюлів каси розташовані таким чином, щоб забезпечити відкритий простір перед ними, з урахуванням накопичення людей і можливості безперешкодного руху пасажирів. За касами містяться турнікети на вхід і вихід пасажирів. В оздобленні пасажирських приміщень станції проектом передбачено застосування довговічних оздоблювальних матеріалів. Підлога вестибюлів виконана з полірованого граніту вітчизняного родовища. Стіни вестибюлів облицьовані світло-жовтим мармуром з цоколями з полірованого граніту. На торцевій й бічний стінах у ескалаторних спусків розташовується композиція з чотирьох мозаїчних панно, на яких художники зобразили картини з життя дунайських регіонів. Стіни та підлога станції облицьовані мармуром і полірованим гранітом, а колони — керамічними панелями. Декор станції включає в себе круглі колони, облицьовані синіми керамічними панелями. Стіни станції, включаючи ескалаторні ходи і торцеві стіни бічних тунелів, облицьовані світло-жовтим мармуром з цоколями з полірованого граніту. У простінках встановлені лави, що виготовлені з білого мармуру, по 10 штук уздовж кожної зі стін. Сидіння лав виконані з дуба. Підлога платформ з полірованого граніту. По краях платформи, відповідно до технічних вимог метрополітену, для забезпечення орієнтації людей з вадами зору пасажирів, передбачена смуга з бучардированого граніту.[джерело?]

## Будівництво
У 2014 році розпочато спорудження монолітної плити верхнього перекриття вестибюля.
Основні етапи будівництва станції:
- Перший етап:

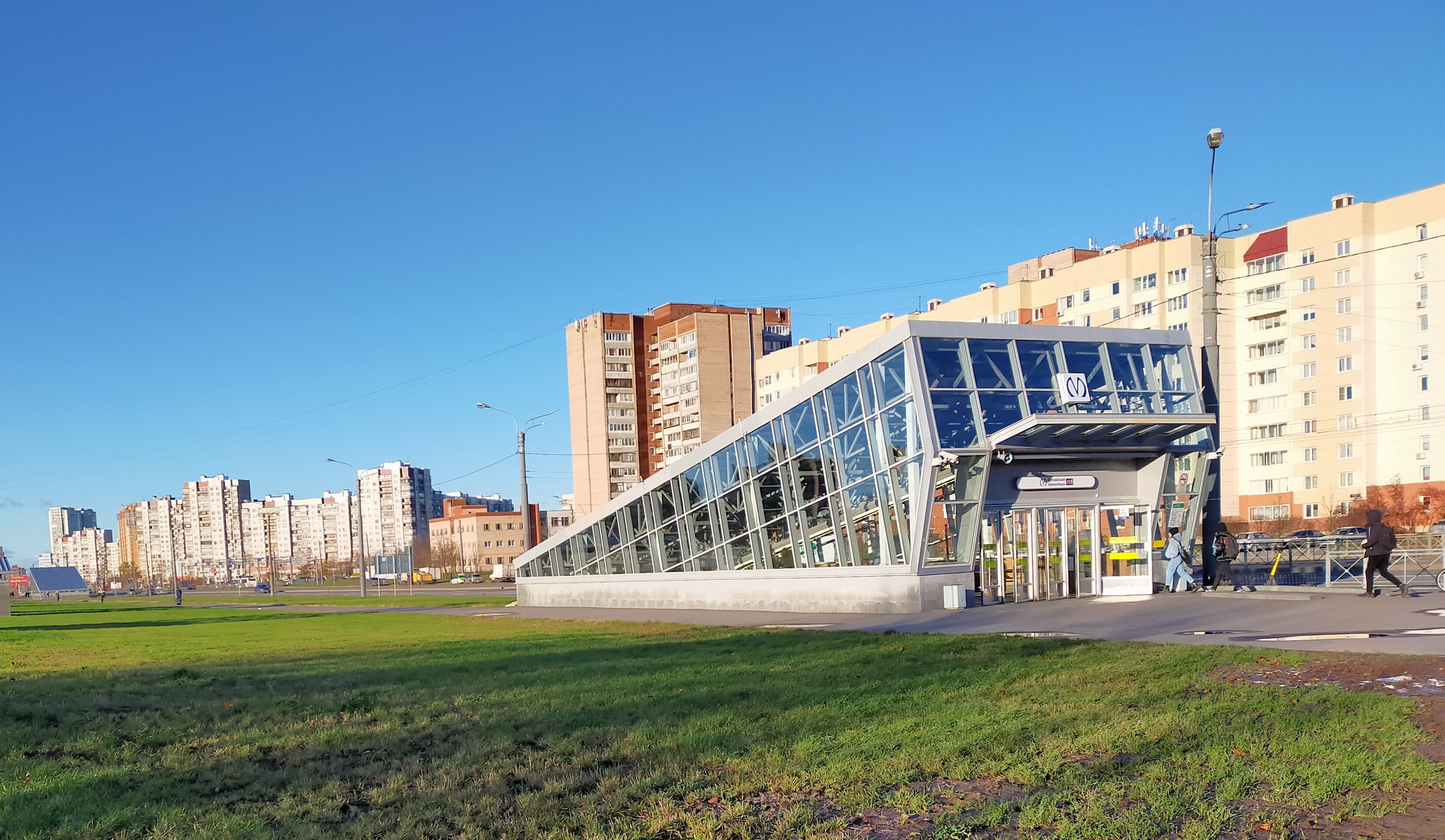
Південний вестибюль станції Дунайська

  - зведення єдиної захисної конструкції станційного котловану — «стіни в ґрунті» загальною протяжністю 480 м;
  - буріння;
  - установка і бетонування 76 несучих паль-колон;
  - виконання ґрунтозаміщуючої струменевої цементації в зонах входу і виходу ТПМК S-782;
  - розробка ґрунту на першому рівні заглиблення котловану з позначки +17,3 м від рівня розробки ґрунту до позначки (УРГ) + 11 м від УРГ.
- Другий і третій етапи:
  - монтаж і бетонування плити підготовки;
  - монтаж підтримуючої опалубки і будівництво верхньої плити покриття;
  - подальша розробка ґрунту вниз — вже до щелигі зводу пропущеного на той час через станцію двоколійного тунелю.

У 2015 році гірничопрохідницький щит «Надія» завершив проходку двоколійного тунелю діаметром 10,3 м і довжиною 3,7 км від електродепо «Південне» до станції «Проспект Слави». Вперше, в практиці Санкт-Петербурга, будівництво станції велося за технологією англ. «Top Down» («Зверху вниз»). На початку 2016 року було розімкнуто оброблення двоколійного перегінного тунелю всередині станції — спеціально для демонтажу великовагових елементів колективом БМУ-11 була розроблена і побудована унікальна машина, що поєднує в собі пересувний арочний укладальник і гідравлічний маніпулятор в єдиний збір.
У лютому 2019 року губернатором міста було заявлено що дільниця з трьох станцій точно відкриється до кінця 2019 року.